# Мечеть Гаджи Шахла
Мечеть Гаджи Шахлы — памятник архитектуры, располагающийся в посёлке Балаханы города Баку. На входе в мечеть написано, что она была построена устадом (мастером) Арифом бин устад Мусой Джибалом по заказу Гаджи Шахлы бин Шакир бин Мустафа Кёшки в 1385-1386 годах.
Постановлением Кабинета министров Азербайджанской Республики № 132 от 2 августа 2001 года здание было включено в список значимых недвижимых памятников истории и культуры страны.

## История
Мечеть Гаджи Шахла была построена на высоком холме, на кладбище селения Балаханы в 1385-1386 годах в период Ширваншахов. Мечеть состоит из входного портала и внутреннего помещения. Надпись на входе гласит:
«Это здание принадлежит Гаджи Шахле бин Шакир бин Мустафа Кёшкин. Семьсот восемьдесят седьмой год» (787-1385/86)».
Чуть левее, на небольшом расстоянии от дверного косяка размещена надпись, где написано имя мастера, построившего мечеть: «Работа устада (мастера) Арифа бин устад Мусы Джибала». Отметим, что на надписях мечеть названа имаретом.
Мартовский геноцид, совершённый армянскими дашнаками в 1918 году, затронул и село Балаханы. Жители села защищались от врага, выкопав окопы на холме, где расположена мечеть. После этого случая холм, на котором расположена мечеть, жители поселка прозвали «Сангар» (в переводе на русский язык – окоп).

### В период советской оккупации
После советской оккупации в 1928 году власти официально приступили к борьбе против религии. В декабре того года ЦК КП Азербайджана передал большое количество мечетей, церквей и синагог на баланс клубов в целях проведения просветительской работы. Если в 1917 году в Азербайджане было 3 тысячи мечетей, то в 1927-м это число составляло 1700, а в 1933-м - 17.
После этого мечеть закрылась и пришла в запустение.

### После восстановления независимости Азербайджана
После восстановления независимости Азербайджана решением № 132 Кабинета Министров Азербайджанской Республики от 2 августа 2001 года мечеть была включена в список недвижимых памятников истории и культуры национального значения.
В 2017 году мечеть Гаджи Шахла была восстановлена при финансовой поддержке благотворителей из поселка Балаханы. Ремонтно-восстановительные работы проводились специалистами под руководством Государственной службы по охране, развитию и восстановлению культурного наследия при Министерстве культуры Азербайджана. При реставрации памятника на стенах исторического здания были сохранены следы пуль, оставшиеся от боев в ходе мартовского геноцида.